# 帕夫洛夫卡河
帕夫洛夫卡河（羅馬化：Reka Pavlovka），前称里富锦河（俄語：Река Лифудзин），满语称富锦河（满语：Fuqi Bira），是俄羅斯滨海边疆区丘古耶夫卡区的河流，發源自錫霍特山脈瓦尔帕霍夫卡村附近，河道全長132公里，流域面積約3,360平方公里，总落差643米，屬於烏蘇里江的右支流。1972年更为现名。

## 引用
1. ↑  А·П·穆拉诺夫. . 列宁格勒: 气象出版社. 1966 （俄语）.
2. ↑  . 列宁格勒: 气象出版社 （俄语）.
3. ↑  Т·А·基谢尔科瓦娅. . 列宁格勒: 气象出版社. 1977 （俄语）.
4. ↑  . primpogoda.ru.   [2019-05-03]. （原始内容存档于2023-06-17） （俄语）.
5. ↑  .   [2019-05-03]. （原始内容存档于2020-09-22） （俄语）.
6. ↑   (PDF). www.vladcity.com. （原始内容 (PDF)存档于2011-07-17）.